# 에브게니야 라다노바
에브게니야 니콜로바 라다노바(불가리아어: Евгения Николова Раданова, 1977년 11월 4일 ~ )는 불가리아의 쇼트트랙 선수이다.
1990년대 중반부터 세계 무대에서 꾸준히 상위권에 이름을 올린 선수이다. 세계 선수권에서 두 차례 우승했으며, 두 차례 종합 3위에 올랐다. 특히 단거리인 500m를 주종목으로 한다. 2002년 동계 올림픽 1500m에서 불가리아의 쇼트트랙 선수로는 처음으로 동계올림픽에서 동메달을 획득했으며, 이어 500m에서 은메달을 땄다. 2006년 동계 올림픽 500m에서 다시 은메달을 땄다. 그 후 부상으로 은퇴했으나, 복귀하여 적지 않은 나이지만 2010년 동계 올림픽에 출전, 500m에서는 예선 탈락했으나, 1500m에서는 결선까지 진출하여 7위에 올랐다. 한편 하계 시즌에는 사이클 선수로도 활동, 2004년 하계 올림픽에 참가하기도 했다.